# Tambahagung
Tambahagung is een bestuurslaag in het regentschap Pati van de provincie Midden-Java, Indonesië. Tambahagung telt 3157 inwoners (volkstelling 2010).